# Bogensport-Club Frankfurt
Der Bogensport-Club (BSC) Frankfurt e. V. ist ein deutscher Bogensportverein. Er wurde am 2. Juli 1958 durch Werner und Anne Arndt, Carl von Loesch, Karl Hermann Roloff, Gertrud Luksch, Tassilo von Winterfeld, Ernst Lieber, Jürgen Fries und Otto Klemm in Frankfurt am Main gegründet. Als erster hessischer Bogensportverein wurde er noch im selben Jahr auch in den Hessischen Schützenverband e. V. (HSV) aufgenommen. Im Jahr 1964 erfolgte die Aufnahme des Vereins in den Landessportbund Hessen e. V. (LSB Hessen).
Der Verein ist gemeinnützig und widmet sich der Jugendförderung und des Breitensports. Zu dessen erfolgreichsten Sportlern zählt Alexander Dreichner, welcher 2018 hessischer Landesmeister in der Klasse Recurve Junioren, 2019 Deutscher Meister in der Klasse U-20 männlich und 2022 Dritter bei den Deutschen Meisterschaften des DBSV wurde.

## Gründung und Namensgebung
Der Bogensportclub Frankfurt e. V. wurde inoffiziell am 2. Oktober 1957 unter der Bezeichnung ZEN-Bogensportclub Frankfurt gegründet. Nachweislich wurde der BSC-Frankfurt jedoch erst am 2. Juli 1958 bereits mit Namensänderung formell (neu-)gegründet. Die Eintragung als Bogensport-Club Frankfurt in das Vereinsregister des Amtsgerichts Frankfurt am Main erfolgte am 22. September 1959.

## Vereinsgeschichte

### Anfangsjahre
Zu den bekanntesten Gründungsmitgliedern des Bogensport-Clubs Frankfurt zählt der Frankfurter Maler Werner Arndt. Bei dem ersten Wettkampf des Deutschen Schützenbundes (DSB) nach FITA-Regeln errang Werner Arndt 1955 in der Mannschaft des Schützenvereins Biebrich 1864 den ersten Platz. Bei den Bundesmeisterschaften 1957 in Hannover wurde Anne Arndt zweite der Damenklasse. Bei der 1. Deutschen Meisterschaft 1958 in Nürnberg wurde Anne Arndt Dritte der Damen- und Sohn Fritz Arndt Zweiter der Jugendklasse. Das Ehepaar konnte sich zudem für die erste deutsche Nationalmannschaft des DSB qualifizieren und nahm 1958 an den 19. Weltmeisterschaften in Brüssel teil. Des Weiteren vertraten Werner und Anne Arndt die Bundesrepublik Deutschland im Ausland - so zum Beispiel mehrfach Beim Turnier des Goldenen Bogens von Basel machte das Ehepaar Arndt die Bekanntschaft mit Oscar Kessels, dem Präsidenten der FITA (Fédération Internationale de Tir à l’Arc, heute: World Archery). Aufgrund des gemeinsamen Bogensportinteresses ergab sich ein reger Kontakt zwischen diesen. Als Oscar Kessels dann anlässlich einer in Frankfurt am Main abgehaltenen Public Relations Veranstaltung vor versammelter Presse und Publikum auf 90 Meter einen Luftballon zerschoss, war der Anstoß zur Gründung eines eigenen Vereins.

### Standort Frankfurter Waldstadion
Der Bogensport-Club Frankfurt hatte für 42 Jahre seine Heimat in der Bogensportanlage im Frankfurter Waldstadion. Durch die Vermittlung des damaligen Sportdirektors des Frankfurt Waldstadions Schröder, konnte der Verein zunächst im Innenraum der Rad- und Hunderennbahn des Frankfurter Waldstadions trainieren. Wegen des Innenraumumbaus zu einer Eisbahn war diese Übungsmöglichkeit allerdings bald vertan und man bekam als Ersatz die Liegewiese im Schwimmbad des Waldstadions zugewiesen. Da dort ein ordentliches Training aber auch nur möglich war, wenn die Liegewiese nicht von den Benutzern des Stadionbads in Anspruch genommen wurde, sah sich der Vorstand veranlasst, intensiv mit der Stadionverwaltung über die Erstellung eines eigenen Übungsgeländes zu verhandeln.
Nachdem die Stadt- und Stadionverwaltung werden konnte, bekam der Bogensport-Club Frankfurt schließlich einen eigenen Teil des 42 Hektar großen Landdreiecks vom renommierten Frankfurter Waldstadion zugewiesen.
Am zweiten Augustsonntag 1960 konnte ein kleines Eröffnungsturnier mit Teilnehmern aus dem europäischen Ausland auf dem neuen Platz stattfinde, bei welchem der Belgier Rene Boussu einen FITA-Weltrekord, Anne Arndt einen deutschen Rekord und Otto Klemm erlangte als erster Deutscher den 1000er FITA-Stern.
Aufgrund des Neubaus der Großarena für die Fußball-Weltmeisterschaft 2006 und wegen der Expansion der dortigen Golfanlage musste der Bogensport-Club Frankfurt den Platz zum Ende des Jahres 2002 aufgeben und hat seitdem seinen Standort im Frankfurter Stadtteil Nied.

### Erstes europäisches Großturnier
1964 wagte der Bogensport-Club Frankfurt mit dem Ausrichten eines Großturniers außerdem eine Neuheit. Als erster Verein in der Bundesrepublik wurde ein Europaturnier mit 182 Teilnehmern aus 8 Nationen organisiert.
Von 1976 an wurde diese Art von Großturnier durch den BSC Frankfurt in 2-jährigem Rhythmus auf dem großen Wiesenplatz vor der Hauptkampfbahn des Waldstadions durchgeführt. Den Höhepunkt bildete 1984 das 6. Internationale Frankfurter FITA-Sternturnier mit 54 Scheiben.
Mit der Sperrung der Frankfurter Sportplätze 1986 aufgrund des Reaktorunfalls in der Ukraine begann leider der Anfang vom Ende der Frankfurter Großturniere. Denn man war gezwungen, das sich schon in der letzten Vorbereitungsphase befindliche FITA-Turnier abzusagen. Von dieser Absage hat man sich nie mehr erholen können. Die FITA-Turniere in den Jahren nach Tschernobyl erreichten nie mehr die Teilnehmerzahlen von 1984.

### Etablierung der Hallenmeisterschaft
Hallenmeisterschaften der Bogensportler in den Wintermonaten ist auf eine Initiative des BSC Frankfurt zurückzuführen. Zum ersten Mal wurde in der BRD eine Hallenmeisterschaft am 28. Februar und am 1. März 1970 in der Wintersporthalle im Waldstadion durchgeführt. Schnell gedieh daraufhin das Hallenschießen bis hin zur 1. Deutschen Hallenmeisterschaft 1976 und ist seitdem nicht mehr wegzudenken.

### Die „Frankfurter Amazonen“
Die sportliche Leistung der Bogensportlerinnen des Vereins war so herausragend, dass die Presse auch von den Amazonen sprach, wenn über den Frankfurter Bogenschützinnen berichtet wurde. Bereits 1959 stellten Anne Arndt, Benigna Klemm und Gertrud Luksch mit 1958 Ringen bei der 2. Deutschen Meisterschaft in Stuttgart die Meistermannschaft der Damen. Ein Jahr später konnte Anne Arndt auch in der Einzelwertung mit 931 Ringen bei der 3. Deutschen Meisterschaft in Köln den 1. Platz erringen.
In den 1960er Jahren dominierten die Damen unter Führung von Anne Arndt, Monika Kolb-Ikier, Gertud Luksch und Margarete Maul beständig die neue deutsche Bogensportwelt. Von 1959 bis 1968 wurden die Frankfurter Frauen so insgesamt 15-mal Deutsche Meister in der FITA-Einzel- sowie in der Mannschaftswertung und erzielten zudem zahlreiche Rekorde. Margarete Maul reiste 1963 nach Helsinki zur 22. Weltmeisterschaft und belegte mit 1715 Ringen den 29. Platz. Monika Kolb-Ikier gelang es im selben Jahr in Mailand als erste deutsche Dame den 1000er FITA-Stern zu erringen und 1964 die internationale Schweizer Meisterschaft zu gewinnen. 1964 konnten Arndt, Maul und Kolb-Ikier zudem beim ersten offiziellen Länderkampf der Bundesrepublik in Köln mit dem Rekordergebnis von 2687 Ringen die damals stärkste europäische Bogensportnation Belgien schlagen.
1965 wurden Monika Kolb-Ikier und Margarete Maul ins schwedische Västeras zur 23. Weltmeisterschaft berufen. Im Jahr 1966/67 waren zudem alle deutschen Rekorden der Damen über sämtliche FITA-Distanzen in den Händen des BSC-Frankfurt.
Der erste 1100er FITA-Stern, welcher mit 1157 Ringen zugleich einen Europarekord darstellte, wurde 1968 von Maria Urban, einem ehemaligen Mitglied des Bogensport-Club Frankfurt, geschossen, welche im Olympiajahr 1976 für den BC Babenhausen die Bundesrepublik Deutschland bei den Olympischen Sommerspielen in Montreal vertrat und dort den 8. Platz errang. 1967 wurden sowohl Monika Kolb-Ikier als auch Gertrud Luksch in die Nationalmannschaft berufen und reisten zur 24. Weltmeisterschaft in das niederländische Amersfoort.
Nach 1968 verloren die Frankfurterinnen die Vorrangstellung aufgrund fehlender Nachwuchssportler. Erst die nächste Generation konnte unter Trainer Paul G. Wilhelm mit Renate Kalthoff, Monika Waitz und Ursula Freise 1975 nochmals die oberste Stufe des Siegertreppchens bei den 18. Deutschen Meisterschaften in Mannheim besteigen.
Am 23. Und 24. Juli 1977 konnte Monika Waitz im Bundeskader beim Länderkampf Deutschland England mit 4639 Ringen die Damenmannschafts- und mit 13852 Ringen die Gesamtwertung gewinnen.
1981 wurde auch Christa Engelhardt in den Leistungskader des Deutschen Schützenbunds berufen und zur Weltmeisterschaft nach Punta Ala in Italien entsandt, wo sie mit 2341 Ringen den 46. Platz belegte. Im Jahr 1982 bildete sich schließlich für eine Saison mit Christa Engelhardt, Monika Jerschensky von vormals Aarfalke-Wehen und die zu ihrem alten Verein zurückkehrende Maria Urban das hessische Dreamteam der damaligen Zeit. Obwohl das Trio in jenem Jahr zu den Top-Favoriten der Damenklasse zählte, konnten sie sich nicht gegen die Konkurrenz des BSC Rottal Eggenfelden durchsetzen und belegten in der Mannschaftswertung mit 3222 Ringen bei den 7. Deutschen Hallenmeisterschaften in Hamburg und mit 3521 Ringen bei den 25. Deutschen Meisterschaften in Feucht jeweils lediglich den zweiten Platz.

## Medaillenspiegel ab 1958
|        | FITA | Halle | Feld | Nationale Runde |
| ------ | ---- | ----- | ---- | --------------- |
| Gold   | 16   | 0     | 0    | 1               |
| Silber | 12   | 4     | 0    | 2               |
| Bronze | 6    | 2     | 1    | 0               |

|        | FITA | Halle | Feld | Nationale Runde |
| ------ | ---- | ----- | ---- | --------------- |
| Gold   | 20   | 13    | 0    | 4               |
| Silber | 19   | 12    | 2    | 0               |
| Bronze | 16   | 13    | 3    | 4               |